# Church of Misery
Church of Misery ist eine japanische Doom-Metal-Band aus Shinjuku, die im Jahr 1995 gegründet wurde.

## Geschichte
Die Band wurde im Frühling 1995 vom Bassisten Tatsu Mikami gegründet, nachdem sich seine vorherige Band Salem aufgelöst hatte. Anfangs noch ein Soloprojekt, kamen im Jahr 1995 der Gitarrist Tomohiro Nishimura, der Schlagzeuger Hideki Shimizu und der Sänger Kazuhiro Asaeda zur Besetzung. Vom April bis Juni 1996 nahm die Gruppe mit ADV.1996 ihr erstes Demo auf. Dieses wurde an verschiedene Fanzines, Labels sowie andere Bands gesandt. Doom Records wurde auf das Demo aufmerksam und veröffentlichte es ohne die Genehmigung der Band unter dem Namen Vol. 1. Dadurch jedoch konnte die Gruppe ihre Bekanntheit steigern. Zehn Jahre später erfolgte die Veröffentlichung von Vol. 1 offiziell bei Leaf Hound Records. Im Jahr 1997 veröffentlichte Cornucopia Records die Split-Veröffentlichung Doomsday Recitation, auf der neben Church of Misery noch die japanischen Gruppen Eternal Elysium, Millarca und Berenice zu hören waren. Zu dieser Zeit war Sänger Nobukazu Chow bereits als neues Mitglied zur Band gekommen. Im Jahr 1998 folgte die EP Taste the Pain bei Bad Acid Records und die Split-Veröffentlichung Born Too Late zusammen mit der kanadischen Band Sheavy. Zudem hielt die Gruppe nun regelmäßig Auftritte hauptsächlich in der Gegend um Tokio ab.
Im Jahr 2000 änderte sich die Besetzung um Mikami stark: Als neuer Sänger kam Yoshiaki Negishi hinzu, während Junji Narita nun das Schlagzeug spielte. Im Jahr 2001 folgte über Southern Lord das Debütalbum Master of Brutality. Kurz nach der Veröffentlichung verließ der Gitarrist Nishimura die Band und wurde durch Takenori Hoshi ersetzt. Drei Jahre später ging der Sänger Negishi und wurde durch Hideki Fukasawa ersetzt. Im Jahr 2004 folgte das zweite Album The Second Coming bei Diwphalanx Records. Danach folgten Touren durch die USA und Europa und spielte dabei mit Gruppen wie Saint Vitus, Cathedral, EyeHateGod, Electric Wizard, Orange Goblin, Firebird, The Gates of Slumber, Death Row und Angel Witch. Zudem spielte die Band auf dem niederländischen Roadburn Festival, dem französischen Hellfest und dem Maryland Deathfest. Ihre ersten Auftritte außerhalb Japans überhaupt fanden im Frühling 2005 statt.
Im Jahr 2006 verließ der Gitarrist Hoshi aus persönlichen Gründen die Band und wurde durch den Australier Tom Sutton ersetzt. Sutton, der schon oft an Auftritten der Band teilgenommen hatte und somit Fan der Band war, waren bei den ersten Proben bereits fast alle Lieder bekannt. Daraufhin schrieb die Gruppe an ihrem dritten Album, das im Jahr 2009 unter dem Namen Houses of the Unholy bei Rise Above Records erschien. Kurz nach Fertigstellung des Albums hatte Sänger Fukasawa die Band verlassen, woraufhin Yoshiaki Negishi zur Band zurückkehrte. Daraufhin folgten Tourneen durch Europa und die USA, man spielte dabei unter anderem auch zusammen mit EyeHateGod. Danach verließ der Gitarrist Tom Sutton die Band, um nach England zu ziehen. Da die Gruppe jedoch Probleme hatte, einen passenden Nachfolger zu finden, blieb Sutton vorerst noch in der Band, ehe man im Jahr 2012 mit Kensuke Suto einen passenden Ersatz verpflichtete. Im Jahr 2011 hatte die Band zuvor auf dem Tuska Open Air Metal Festival gespielt. Nach dem Hinzukommen von Suto begab sich die Band auf eine weitere Europatournee. Dabei nahm die Gruppe unter anderem auch am Inferno Metal Festival Norway teil. Nach der Tour trennte sich Church of Misery wieder von Suto und zudem auch von Sänger Negishi. Daraufhin kehrte Hideki Fukasawa als Sänger zur Band zurück, während Ikuma Kawabe Ende Mai 2012 als neuer Gitarrist hinzukam. Danach begann die Band mit den Arbeiten zum nächsten Album, die am 26. Januar beendet wurden. Das Album erschien noch im selben Jahr unter dem Namen Thy Kingdom Scum bei Rise Above Records in Großbritannien und bei Metal Blade Records in den USA. Der Name des Albums ist an den Titel des Liedes Kingdom Scum von Vol. 1 angelehnt. Das Album enthielt außerdem eine Coverversion des Liedes One Blind Mice, im Original von Quatermass.

## Stil
Laut Bandbiografie wurde die Gruppe anfangs durch Doom-Metal-Bands wie Saint Vitus und Black Sabbath und Rockbands der späten 1960er- und frühen 1970er-Jahre wie Leaf Hound, November, Gun, May Blitz und Blue Öyster Cult beeinflusst. Ab dem Jahr 2000 habe die Band live analoge Synthesizer eingesetzt und verstärkt Einflüsse von Krautrock und Psychedelic Rock eingebracht. Laut Myspace-Seite wurde die Gruppe textlich durch Charles Manson und Serienmörder wie Jeffrey Dahmer und Richard Ramírez beeinflusst. Laut Garry Sharpe-Young in seinem Buch A-Z of Doom, Gothic und Stoner Metal habe die Band zudem noch Serienmörder wie Graham Young, Ed Gein, John Wayne Gacy, Herbert Mullin, Peter Sutcliffe, Edmund Emil Kemper und Gary Ridgway in Liedern thematisiert. Laut Greg Prato von Allmusic sei die Gruppe musikalisch durch Bands wie Black Sabbath, Kyuss und Saint Vitus beeinflusst worden. Auf Master of Brutality spiele die Band laut Robert Müller vom Metal Hammer Doom Metal, mit einem Beat, der kraftvoll schleppend sei. Die Musik sei mit der von EyeHateGod vergleichbar. Detlef Dengler vom Metal Hammer verglich die Band in seiner Rezension zu House of the Unholy bezüglich der Liedinhalte mit Macabre, die sich auch hauptsächlich Serienmördern widmen würden. Zudem sei auch der Einsatz von Sprach-Samples charakteristisch. Dengler äußerte sich weiter zum Album: „Die Mixtur aus Black Sabbath-Doom, räudiger Siebziger-Schlagseite, Schweinehärte und morbider Atmosphäre klingt erdrückend authentisch, fast schon bösartig“. Auch auf Thy Kingdom Scum widme sich die Band laut Petra Schurer vom Metal Hammer dem Thema Massenmörder, wobei die Band auch hier Doom Metal vergleichbar mit der Musik von Black Sabbath spiele. Zudem sei auch psychedelischer Einschlag hörbar.

## Diskografie
- ADV.1996 (Demo, 1996, Selbstverlag)
- Doomsday Recitation (Split mit Eternal Elysium, Millarca und Berenice, 1997, Cornucopia Records)
- Taste the Pain (EP, 1998, Bad Acid Records)
- Born Too Late (Split mit Sheavy, 1998, Game Two Records)
- Live Beyond the East (Live-Album, 1998, Selbstverlag)
- Murder Company (EP, 1999, Man’s Ruin Records)
- Iron Monkey / Church of Misery (Split mit Iron Monkey, 1999, Man’s Ruin Records)
- Master of Brutality (Album, 2001, Southern Lord)
- Boston Strangler (EP, 2002, Kult of Nihilow Records)
- Acrimony / Church of Misery (Split mit Acrimony, 2003, Game Two Records)
- The Second Coming (Album, 2004, Diwphalanx Records)
- Early Works Compilation (Kompilation, 2004, Leaf Hound Records)
- Wizard’s Convention (DVD, 2005, Diwphalanx Records)
- Wizard’s Convention (Split-DVD mit Eternal Elysium, Boris und Greenmachine, 2005, Diwphalanx Records)
- Houses of the Unholy (DVD, 2006, Diwphalanx Records)
- Live in Red, Eurotour 2005 (DVD, 2006, Salvation Records)
- Church of Misery / Sourvein (Split mit Sourvein, 2006, Dada Drumming Records)
- Sourvein / Church of Misery (Split mit Sourvein, 2006, Calculon Records)
- Church of Misery / Deer Creek (Split mit Deer Creek, 2007, Game Two Records)
- Vol. 1 (EP, 2007, Leaf Hound Records)
- Dennis Nilsen (EP, 2008, Kult of Nihilow Records)
- Houses of the Unholy (Album, 2009, Rise Above Records)
- Greetings from Jonestown (EP, 2009, A Pile of Dirt Music)
- Live at Roadburn 2009 (Live-Album, 2010, Roadburn Records)
- Thy Kingdom Scum (Album, 2013, Rise Above Records (Großbritannien)/Metal Blade Records (USA))
- And Then There Where None ... (Album, 2016, Rise Above Records)
- Born Under A Mad Sign (Album, 2023, Rise Above Records)